# 穆列什河畔聖喬治烏鄉

46°33′0″N 24°28′0″E / 46.55000°N 24.46667°E
穆列什河畔聖喬治烏鄉（羅馬尼亞語：Comuna Sângeorgiu de Mureș, Mureș），是羅馬尼亞的鄉份，位於該國中部，由穆列什縣負責管轄，面積29平方公里，海拔高度405米，2007年人口8,592，人口密度每平方公里300人。